# Communauté d’agglomération du Grand Angoulême
Die Communauté d’agglomération du Grand Angoulême (inoffiziell GrandAngoulême) ist ein französischer Gemeindeverband mit der Rechtsform einer Communauté d’agglomération im Département Charente in der Region Nouvelle-Aquitaine. Sie wurde am 16. Dezember 2016 gegründet und umfasst 38 Gemeinden. Der Verwaltungssitz befindet sich in der Stadt Angoulême.

## Historische Entwicklung
Der Gemeindeverband entstand mit Wirkung vom 1. Januar 2017 durch die Fusion der Vorgängerorganisationen
- Communauté d’agglomération du Grand Angoulême (vor 2017),
- Communauté de communes Braconne et Charente,
- Communauté de communes Charente Boëme Charraud sowie
- Communauté de communes de la Vallée de l’Échelle.

Trotz der Namensgleichheit mit einer der Vorgängerorganisationen handelt es sich um eine Neugründung mit anderer Rechtspersönlichkeit.

## Mitgliedsgemeinden
| Gemeinde                                      | Einwohner 1. Januar 2022 | Fläche km² | Dichte Einw./km² | Code INSEE | Postleitzahl |
| --------------------------------------------- | ------------------------ | ---------- | ---------------- | ---------- | ------------ |
| Angoulême                                     | 41.423                   | 21,85      | 1.896            | 16015      | 16000        |
| Asnières-sur-Nouère                           | 1.278                    | 21,17      | 60               | 16019      | 16290        |
| Balzac                                        | 1.401                    | 9,64       | 145              | 16026      | 16430        |
| Bouëx                                         | 845                      | 15,64      | 54               | 16055      | 16410        |
| Brie                                          | 4.157                    | 34,05      | 122              | 16061      | 16590        |
| Champniers                                    | 5.237                    | 45,29      | 116              | 16078      | 16430        |
| Claix                                         | 1.058                    | 14,87      | 71               | 16101      | 16440        |
| Dignac                                        | 1.373                    | 27,66      | 50               | 16119      | 16410        |
| Dirac                                         | 1.509                    | 29,29      | 52               | 16120      | 16410        |
| Fléac                                         | 3.856                    | 12,60      | 306              | 16138      | 16730        |
| Garat                                         | 2.111                    | 19,44      | 109              | 16146      | 16410        |
| Gond-Pontouvre                                | 5.884                    | 7,45       | 790              | 16154      | 16160        |
| Jauldes                                       | 832                      | 25,59      | 33               | 16168      | 16560        |
| L’Isle-d’Espagnac                             | 5.691                    | 5,95       | 956              | 16166      | 16340        |
| La Couronne                                   | 7.759                    | 28,82      | 269              | 16113      | 16400        |
| Linars                                        | 2.105                    | 5,97       | 353              | 16187      | 16730        |
| Magnac-sur-Touvre                             | 3.252                    | 7,82       | 416              | 16199      | 16600        |
| Marsac                                        | 766                      | 13,34      | 57               | 16210      | 16570        |
| Mornac                                        | 2.115                    | 23,48      | 90               | 16232      | 16600        |
| Mouthiers-sur-Boëme                           | 2.358                    | 34,71      | 68               | 16236      | 16440        |
| Nersac                                        | 2.258                    | 9,24       | 244              | 16244      | 16440        |
| Plassac-Rouffiac                              | 379                      | 11,97      | 32               | 16263      | 16250        |
| Puymoyen                                      | 2.394                    | 7,26       | 330              | 16271      | 16400        |
| Roullet-Saint-Estèphe                         | 4.334                    | 41,50      | 104              | 16287      | 16440        |
| Ruelle-sur-Touvre                             | 7.396                    | 10,66      | 694              | 16291      | 16600        |
| Saint-Michel                                  | 3.220                    | 2,46       | 1.309            | 16341      | 16470        |
| Saint-Saturnin                                | 1.273                    | 13,38      | 95               | 16348      | 16290        |
| Saint-Yrieix-sur-Charente                     | 7.556                    | 14,65      | 516              | 16358      | 16710        |
| Sers                                          | 903                      | 14,17      | 64               | 16368      | 16410        |
| Sireuil                                       | 1.166                    | 10,01      | 116              | 16370      | 16440        |
| Soyaux                                        | 10.057                   | 12,76      | 788              | 16374      | 16800        |
| Torsac                                        | 724                      | 28,55      | 25               | 16382      | 16410        |
| Touvre                                        | 1.146                    | 9,06       | 126              | 16385      | 16600        |
| Trois-Palis                                   | 940                      | 4,22       | 223              | 16388      | 16730        |
| Vindelle                                      | 1.044                    | 10,93      | 96               | 16415      | 16430        |
| Vœuil-et-Giget                                | 1.594                    | 8,48       | 188              | 16418      | 16400        |
| Voulgézac                                     | 242                      | 13,42      | 18               | 16420      | 16250        |
| Vouzan                                        | 822                      | 16,27      | 51               | 16422      | 16410        |
| Communauté d’agglomération du Grand Angoulême | 142.458                  | 643,62     | 221              | –          | –            |